# Dugi Del
Dugi Del (cyr. Дуги Дел) – wieś w Serbii, w okręgu pczyńskim, w gminie Surdulica. W 2011 roku liczyła 25 mieszkańców.